# サイモン・チャーチ
サイモン・リチャード・チャーチ（Simon Richard Church, 1988年12月10日  - ）は、イングランド・アマーシャム出身の元ウェールズ代表サッカー選手。現役時代のポジションはフォワード。

## 経歴
9歳の時に地元クラブのウィコム・ワンダラーズFCでプレーを始めた。
14歳でレディングFCの下部組織に移籍。すぐにリザーブチームでレギュラーを獲得した。2007年7月6日、レディングとプロ契約を締結したが、プロ初年度はデイヴ・キットソン、ケヴィン・ドイル、シェーン・ロングらポジションを争うライバルが多かったことも有りトップチームでの出場機会は全くなかった。そのためクルー・アレクサンドラFC、ヨーヴィル・タウンFC、ウィコム・ワンダラーズFC、レイトン・オリエントFCにレンタルされ経験を積んだ。レンタル復帰後、2009年5月12日のバーンリーFC戦で念願のトップチームデビューを果たす。2012年11月8日、ハダースフィールド・タウンFCに一ヶ月の短期レンタルで加入。シーズン終了後、レディングを退団。
2013年8月1日、チャールトン・アスレティックFCに2年契約で加入。2015年5月12日、契約満了により退団。
2015年6月30日、ミルトン・キーンズ・ドンズFCに2年契約で加入。2016年2月1日、出場機会を求めアバディーンFCにシーズン終了までの契約でレンタル移籍。
2016年8月24日、エールディヴィジのローダJCに移籍。しかし9月に負った故障の影響もあり出場機会に恵まれず、1シーズンで同クラブを退団した。
2017年10月21日、スカンソープ・ユナイテッドFCに2018年1月までの短期契約で加入した。

## 代表歴
チャーチ自身はイングランドで生まれ育ったが、祖父母がウェールズのニューポート出身のためウェールズ代表を選ぶ権利も有していた。
2009年5月29日開催の親善試合・エストニア代表戦でA代表デビュー。9月9日開催の2010 FIFAワールドカップ・ヨーロッパ予選・ロシア代表戦のメンバーにも選ばれたが、父の死去により辞退した。11月14日開催の親善試合・スコットランド代表戦で初ゴール。